# Лоис Лејн
Лоис Лејн (енгл. Lois Lane) је измишљени лик који је појављује у америчким стриповима које објављује DC Comics. Креирали су је писац Џери Сигел и илустратор Џо Шустер. Први пут се појавила у стрипу Action Comics #1 (јун 1938). Лоис је награђивани новинар који ради за метрополиске новине Дејли планет и девојка је суперхероја Супермена, одноsно његовог алтер-ега Кларка Кента. У стриповима, она је такођње његова супруга и мајка њиховог сина Џона Кента, најновијег Супербоја у универзуму стрипова које издаје DC Comics.
Лоисин изглед је првобитно био заснован на Џоан Картер, моделу који је унајмио Џо Шустер. За њен карактер, Џери Сигел је био иснпирисан глумом Гленде Фарел измишљене новинарке Торчи Блејн у серији филмова. Сигел је узео њено име од глумице Лоле Лејн. Лоис је такође створена под утицајем стварне новинарке Нели Блај.
Лик Лоис Лејн су се мењали у стриповима и адаптацијама у другим медијама. Првобитна верзија Лоис Лејн из Златног доба стрипа, као и њене верзије од 1970-их надаље, је неустрашива новинарка и интелектуално је равна Супермену. Током Сребрног доба стрипа, она је била главни лик стрипа Superman's Girl Friend, који је имао лаган и хумористички тон. Од 2015. Лоис Лејн је главни лик у серији романа за меладе писца Гвенде Бонд.
Лоис се појављивала у различтим медијским адаптацијама и једна је од најпознатијих женских ликова из стрипа. Глумица Ноел Нил је прва глумила Лоис Лејн у серији филмова о Супермену из 1940-их, а касније је поновила своју улогу у телевијској серији Adventures of Superman, заменивши Филис Коутс од друге сезоне. Марго Кидер је глумила Лоис у четири филма о Супермену током 1970-их и 1980-их, Кејт Босворт ју је глумила у филму Повратак Супермена из 2006. и Ејми Адамс у DC-јевом проширеном универзуму. Тери Хачер је глумила Лоис у телевизијској серији Lois & Clark: The New Adventures of Superman, а Ерика Дуранс у серији Смолвил из 2000-их. Елизабет Талок је тренутно глуми у телевизијској серији Superman & Lois. Међу глумицама које су дале гласе Лоис у анимираним адаптацијама су Џоан Александер у Флајшеровој серији цртаних филмова из 1940-их и Дејна Дилејни у Superman: The Animated Series.